# Francisco Cruz Fuenzalida
Francisco José Cruz Fuenzalida, (1973) abogado y diplomático chileno, fue embajador de Chile en Panamá. Ha sido Jefe de Gabinete del ex Ministro de Justicia, Luis Bates y fue Secretario Ejecutivo del Centro de Estudios de Justicia de las Américas (CEJA – OEA) y de su Consejo Directivo.

## Biografía
El ex Embajador Cruz es abogado de la Universidad Católica, con postgrado en Derecho Constitucional y egresado del Magíster en Derecho Público de esa misma casa de estudios.
Fue Jefe de Gabinete del exministro de Justicia, Luis Bates, donde formó parte del equipo directivo que coordinó e implementó la Reforma Procesal Penal.
Se ha desempeñado como Secretario Ejecutivo del Centro de Estudios de Justicia de las Américas (CEJA – OEA) y de su Consejo Directivo desde el año 2000.
Asimismo, el futuro representante de Chile en Panamá ha sido consultor internacional del Programa de Naciones Unidas para el Desarrollo (PNUD), delegado oficial de Chile en Mercosur y la OEA, e integra la Red Iberoamericana de Datos Personales y del Instituto Chileno de Derecho y Tecnologías.
También ha ejercido como abogado sénior en asuntos regulatorios e internacionales en la Corporación de Fomento de la Producción.